# Hans-Peter Zimmer
Hans-Peter Zimmer, född 23 oktober 1936 i Berlin, död 5 september 1992 i Soltau, var en tysk målare. 
Zimmer studerade vid Akademie der Bildenden Künste München 1957–1960 där han lärde känna Helmut Sturm och Heimrad Prem. Tillsammans stiftade de den radikala konstgruppen SPUR 1958. I samband med att professor HAP Grieshaber arresterades 1960 och den därpå följande Grieshaberprocessen anklagades SPUR för bland annat gudabespottelse, sedlighetssårande beteende, förstörelse av ungdomen och spridning av bildskrifter med pornografiskt innehåll. Prem, Sturm och Zimmer vistades en tid i Sverige 1961 som frivilliga landsflyktingar på Jørgen Nashs gård Drakbygget i Skåne. Hela gruppen ställde ut med sina svenska målningar på Galerie Birch i Köpenhamn 1961. Zimmer har ställt ut separat i Tyskland och medverkat i samlingsutställningar såväl i Tyskland som utomlands bland annat medverkade han i ett flertal svenska grupputställningar.